# 아이오와 대학교
아이오와 대학교(The University of Iowa)는 미국 아이오와주 아이오와시티에 소재한 공립 대학이다. 2009년에는 매년 미국 국내 대학 순위를 매기는 《U.S. 뉴스 & 월드 리포트》에서 66위를 기록하였다. 또한 세계대학평가를 주관하는 Thomson Reuters에 따르면 아이오와대학교는 2012-2013년에 169위에 랭크되었다.

## 역사

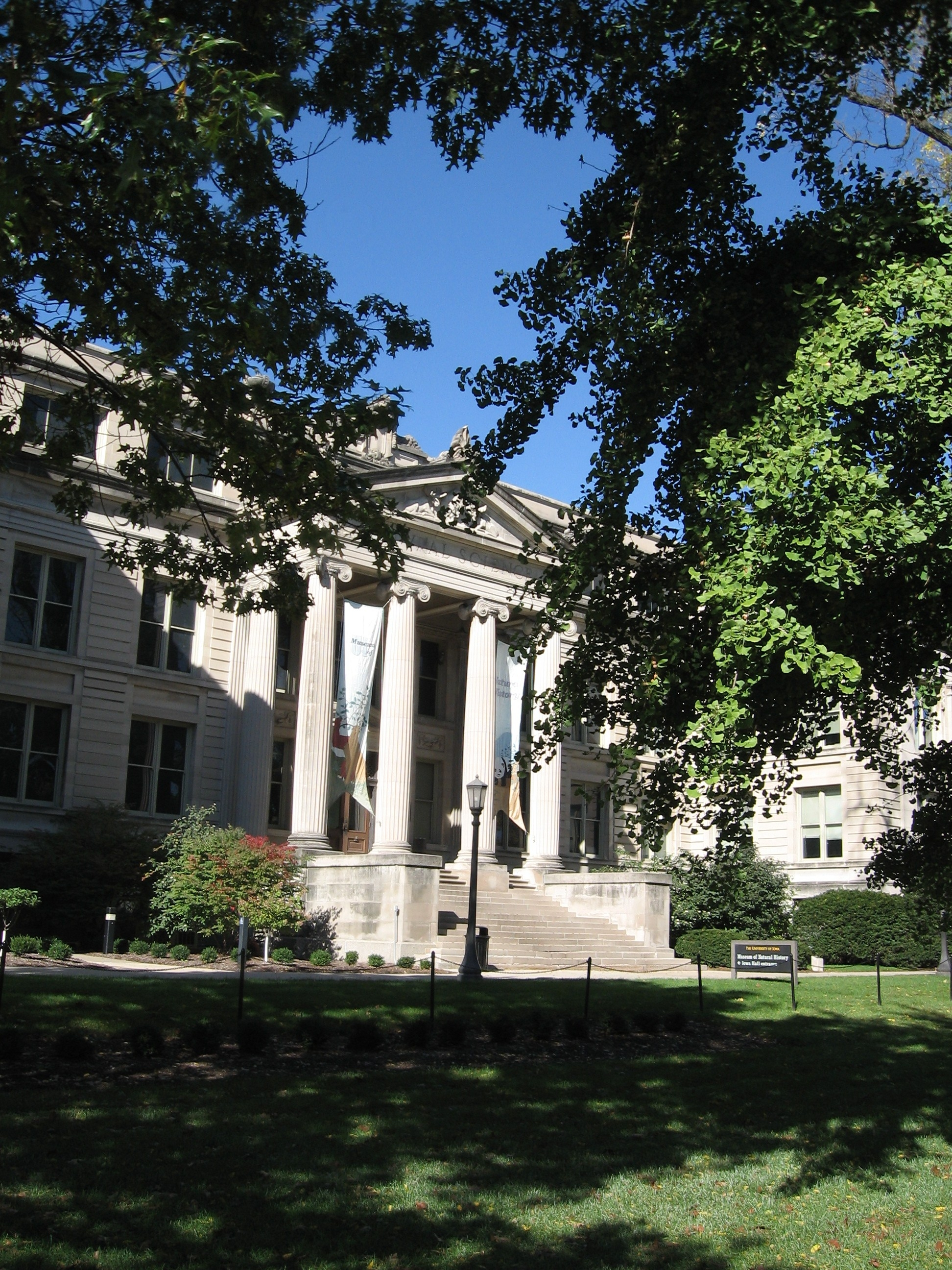
아이오와 대학교 캠퍼스(Iowa Hall)

아이오와 대학교는 원래 이름이 아이오와 주립 대학교(State University of Iowa)였다. 아이오와 주립 대학교는 아이오와주가 주로 승인된 지 59일 만에 생긴 아이오와주의 최초의 고등교육기관이었다.
학교의 이름이 공식적인 이름이었음에도 불구하고, 현재의 아이오와 주립 대학교와 혼동되지 않았다. 지금의 씨소어 홀(Seashore Hall)인, 역학 건물에서 1855년 3월에 처음 강의가 시작되었다. 1855년 9월에는 여학생 41명을 포함하여 총 124명의 학생이 있었다. 1856-57년 카탈로그에서는 9개의 학과 목록을 소개하는데 이 아홉 개의 과목은 고대언어, 현대언어, 지성철학, 도덕철학, 역사학, 자연역사, 수학, 자연철학 그리고 화학이 있었다.